# Septmoncel
Septmoncel là một xã trong vùng hành chính Franche-Comté, thuộc tỉnh Jura, quận Saint-Claude, tổng Saint-Claude. Tọa độ địa lý của xã là 46° 22' vĩ độ bắc, 05° 54' kinh độ đông. Septmoncel nằm trên độ cao trung bình là 960 mét trên mực nước biển, có điểm thấp nhất là 448 mét và điểm cao nhất là 1281 mét. Xã có diện tích 19.86 km², dân số vào thời điểm 2004 là 649 người; mật độ dân số là 33 người/km².

## Thông tin nhân khẩu
| 1962 | 1968 | 1975 | 1982 | 1990 | 1999 |
| ---- | ---- | ---- | ---- | ---- | ---- |
| 713  | 726  | 655  | 606  | 606  | 658  |

## Địa điểm tham quan
Nhà thờ giáo khu Saint-Etienne khánh thành năm 1682. Thuộc trong số các thắng cảnh tự nhiên là các thác Flumen và Chapeau de Gendarme.